# Визначення Open Source
Визначення Open Source (англ. Open Source Definition, OSD) організація Open Source Initiative використовує для визначення ступеня відповідності ліцензії на програмне забезпечення стандартам відкритого програмного забезпечення (відкрите ПЗ). Ґрунтуються на директивах Debian для вільного програмного забезпечення, які здебільшого написав Брюс Перенс.
Термін Open Source створено як альтернативу терміна «free software». Для вільного програмного забезпечення відкритий сирцевий код є обов'язковим, що випливає з визначення «Free software» («Свобода 1» і «Свобода 3»).

## Вимоги до ліцензій на відкрите програмне забезпечення в редакції Open Source Initiative
1. Вільне поширення. Це означає, що ліцензія не повинна накладати обмежень на продаж та розповсюдження ПЗ.
2. Доступні сирцеві тексти. Навіть якщо програмне забезпечення не постачається з сирцевими текстами, ці тексти мають бути легко доступними. Це повинні бути саме редаговані людиною сирцеві тексти, а не вихід обфускаторів, препроцесорів та подібні проміжні форми.
Отже, freeware не є Open Source.
3. Можливість модифікації. Проста можливість читати сирцеві тексти не дозволяє експериментувати з ними та випускати модифікації. Ліцензія, що претендує на звання «відкритої», повинна дозволяти не тільки читання коду, а й модифікацію, використання частин коду в інших проєктах і розповсюдження програм, що виходять на умовах тієї ж ліцензії.
Компанія id Software випустила сирцеві тексти (але не дані) Doom 1998 року під «освітньою» ліцензією. Коли відмова диска поставила хрест на обнадійливому порті, тексти переліцензували під GPL: якби ліцензія була відкритою, у когось точно знайшлася б резервна копія[1].
4. Навіть у разі недоторканності авторського сирцевого тексту похідні програми та їх сирцеві тексти мають вільно поширюватися. Щоб не заплутувати користувача, вільні ліцензії можуть залишати за автором якісь права — наприклад, похідна програма мусить мати іншу назву або версію; або вона мусить складатися з авторських сирцевих текстів та патчів до них. Проте автор повинен дозволяти поширювати відкомпільовані двійкові файли та сирцеві тексти похідної програми в тому чи іншому вигляді.
Компанія Netscape, випускаючи сирцеві тексти браузера, залишила ім'я Netscape за собою. Попри це, Mozilla Public License є відкритою.
5. Відсутність дискримінації проти людей та груп людей. Деякі країни, наприклад, США мають певні обмеження на експорт ПЗ. Вільна ліцензія може нагадувати, що такі правила є, але не можуть ставити свої.
Одна з «майже відкритих» ліцензій, створених під час апартеїду, забороняла використання програми поліцією ПАР. Апартеїд упав, а вимога залишилася.
6. Відсутність дискримінації щодо мети застосування. Вільна ліцензія повинна дозволяти всі види діяльності, включаючи генетичні та ядерні дослідження, комерційне застосування тощо. Про комерційне застосування йдеться особливо: «Ми хочемо, щоб комерційні користувачі підключалися до спільноти, а не вважали себе відрізаними від неї».
Як і з вільним програмним забезпеченням, особисті переконання автора не повинні заважати справі, і пункти на кшталт «не можна використовувати в клініках для абортів» заборонені. Адже один може заборонити аборти, інший — лайки, третій — і те, й інше, а четвертий — якусь із цих заборон, нічого від свободи не залишивши.
7. Розповсюдження ліцензії. Права, пов'язані з відкритим програмним забезпеченням, повинні бути застосовані до всіх користувачів програми без укладання додаткових угод, наприклад, угоди про нерозголошення.
Іншими словами, будь-яка відкрита ліцензія буде публічною.
8. Ліцензія має бути прив'язана до конкретного продукту. Права на програмний код не повинні залежати від того, чи програма є частиною якогось продукту. Людина, яка розповсюджує програму у відриві від збірки або перенесла частину коду в інший продукт, має такі ж права, які давала збірка. Ця вимога закриває деякі ліцензійні лазівки.
ReactOS та Wine активно обмінюються кодом. На основі ядра Linux будують прошивки різних пристроїв. Це можливо, тому що жоден рядок коду, жоден файл сирцевого тексту не прив'язаний до жодної програми.
9. Ліцензія не повинна обмежувати інші програмні продукти. За винятком банальної несумісності користувач має право вибирати, чим користуватися. Наприклад, не можна вимагати, щоб інші програми, що постачаються разом із цією, також були відкритими.
Свіжі версії Ghostscript мали ліцензію, яка забороняла використовувати програму разом із закритим ПЗ (застарілі версії випускалися під GPL). Від цієї практики відмовилися 2007 року. Частина ліцензій Microsoft Shared Source допускає створення ПЗ тільки під Windows.
10. Ліцензія має бути технологічно нейтральною. Тобто ліцензія не повинна вимагати будь-що від інтерфейсу або технологій, які застосовуються в похідній програмі.
Наприклад, непридатний пункт «користувач повинен прийняти ліцензію, натиснувши на певну кнопку» — це не дасть використовувати програмне забезпечення в режимі командного рядка без участі користувача. Цей пункт також служить для того, щоб закрити ліцензійні лазівки.